# 禹相哲
禹 相哲（于 尚哲、ウ・サンチョル、朝鮮語: 우상철）は、朝鮮民主主義人民共和国の政治家、法曹家。中央検察所所長、最高人民会議法制委員会委員、朝鮮労働党中央委員会政治局員候補、朝鮮労働党中央検査委員会委員。

## 経歴
2021年以前の経歴は不明。2021年1月5日から開催された朝鮮労働党第8次大会で朝鮮労働党中央委員会委員・朝鮮労働党中央検査委員会委員に選出され、1月17日に開催された最高人民会議第14期第4回会議で中央検察所所長に任命された。同年6月18日に開催された朝鮮労働党中央委員会第8期第3回総会第4日会議で中央検察所長としては異例であるが、党中央委員会政治局員候補に補欠選挙され、同年9月29日に開催された最高人民会議第14期第5回会議第2日会議で最高人民会議法制委員会委員に補欠選挙された。
北朝鮮国内での新型コロナウイルス感染症の感染拡大防止策を討議するため、2022年5月15日に開催された朝鮮労働党中央委員会政治局非常協議会で新型コロナウイルス感染症対策の医薬品供給が滞っていることに関連して、金正恩総書記が中央検察所長である禹に「厳しい時局にさえ何の責任も、呵責も感じず、何の役割も果たせない中央検察所所長の職務怠業、職務怠慢行為」と叱責した。同年5月19日に軍重鎮の玄哲海元帥が死去し、国家葬儀委員会が組織されるが、禹は名簿に入っていなかった。